# 7346 Буланжер
7346 Буланжер (7346 Boulanger) — астероїд головного поясу, відкритий 20 лютого 1993 року.
Тіссеранів параметр щодо Юпітера — 3,289.